# Garuda Linux
Garuda Linux ist eine auf Arch basierende Linux-Distribution, die sich an Computerspieler richtet.

## Desktop-Umgebungen
Als Desktop-Umgebungen bietet Garuda KDE, Xfce, GNOME,  Cinnamon, Sway, i3 und Hyprland an.
KDE ist in den drei Varianten Dragonized, Dragonized Gaming und Dragonized BlackArch verfügbar und hat als Standard das Sweet Thema voreingestellt.
Erfahrene Nutzer können auch die sogenannte Barebonesversion wählen. Diese beinhaltet keine zusätzliche Software.
Die Installation von Garuda Linux verläuft grafisch und über einen leicht angepassten Calamares Installer.

## Systemvoraussetzungen
Um Garuda nutzen zu können, benötigt man einen Computer mit mindestens 40 GB Speicherplatz und 8 GB RAM.

## Besonderheiten
Um unerfahrenen Nutzern die Bedienung zu vereinfachen, bietet Garuda Linux eine Vielzahl grafischer Werkzeuge und Assistenten, um etwa Systemkomponenten und -dienste zu aktivieren und konfigurieren, die standardmäßige Shell zu ändern, den Bootloader zu bearbeiten oder Gerätetreiber zu installieren. Der Desktop wird mittels Wayfire um grafische Effekte ergänzt.
Als Dateisystem wird Btrfs verwendet, welches automatische Schnappschüsse anlegt, auf die mit Timeshift bei Bedarf zurückgesetzt werden kann. Zur Leistungsoptimierung wird der Zen Linux-Kernel verwendet, welcher eine verbesserte E/A-Leistung, einen auf hohe Systemleistung ausgelegten Scheduler, einen standardmäßig aktivierten ZRAM für die Ein- und Auslagerung bestimmter Prozesse mittels Swapping besitzt.
Über die Applikation „Garuda Gamer“ kann eine Vielzahl von Spielen, Spiele-Launchern, Emulatoren und anderen Tools, wie beispielsweise zur Konfiguration von Eingabegeräten oder zur Online-Kommunikation und dem Live-Streamen installiert werden. Als Webbrowser wird FireDragon basierend auf Datenschutz orientierten Firefox-Fork Librewolf eingesetzt.
Das Chaotic-AUR ist ein zusätzliches, in Garuda Linux integriertes Repository. Es enthält vorkompilierte Programme aus dem Arch User Repository.